# Peperomia questionis
Peperomia questionis är en pepparväxtart som beskrevs av G.Mathieu. Peperomia questionis ingår i släktet peperomior, och familjen pepparväxter. Inga underarter finns listade i Catalogue of Life.